# مازيار
مازيار( بحسب البلاذري ماه يزديار) هو آخر حاكم لسلالة الكارنويدان وقائد حركة ضد الخلافة العباسية، وهو يعتبر بطل قومي في إيران. مازيار هو ابن كارن الثاني وقامت حركته ضد العباسيين في آواخر 838 ميلادي أي قبل 6 سنوات من خلافة المعتصم بالله.

## سلالة الكارنويدان
تأسست هذه السلالة في طبرستان زمن خسرو انوشيران، مؤسس العائلة هو قارن بن سوخرا والذي أسس العائلة عام 565 ميلادي وأصبح فيما بعد قائد الاسبهدية وحاكم طبرستان ومن بعده عائلته. كان سوخرا من أكبر سلالة كارن من ضمن سبعة سلالات شريفة في فارس زمن الساسانيين.

## نسب واسم مازيار
مازيار أو مايزديار أو ماه يزديار تعني الشخص مرافق/مُحب إله القمر. وينتسب مازيار إلى حكام عائلة كارن، وقارن الشهير. وكان كل شخص يحمل لقب الاسبهدية من هذه السلالة يكنى بكرشاه ممتاز. واسم مازيار الكامل هو مازيار بن كارن الثاني بن هرمزد بن فرخان من سلالة سوخرا بن انداذ بن كارن الكبير بن سوخرا الكبير.

## حكم مازيار
ورث مازيار من والده أجزاء من ولاية طبرستان. وبرزت المنازعات بعدها بينه وبين اسبهد شهريار بن شروين مما أدى مازيار إلى اللجوء إلى الخليفة المأمون العباسي. واستطاع مازيار التقرب من الخليفة المأمون بواسطة أحد أصدقائه ويدعى سعيد الحرشي وأعلن مازيار إسلامه من بعدها. سُمي مازيار محمد من قبل المأمون وأعطاه الآخير حكم أجزاء من طبرستان ورويان. وظل مازيار في بلاط المأمون حتى بعد وفاة اسبهد شهريار بن شروين واعتلاء ابنه شابور كرسي الحكم. بعدها قام أهل طبرستان بالشكاية للمأمون عن ظلم وقهر شابور لهم وبالتالي أرسل مازيار لطبرستان. واستطاع مازيار في مدة وجيزة من حشد جمع كبير من الأتباع فاستطاع هزم شابور وتولى مقاليد الحكم في طبرستان بعدها. وأخذ مازيار ألقاب التالية لنفسه وهي: جيل الجيلان واسبهد الاسبهدية وهي من الألقاب التي كانت مستخدمة في فترة حكم الجاوباریين في القرن الثامن الميلادي.
```
لكن بعد علو سطوة واستبداد مازيار، قامت مجموعة من الكبراء بعد أن ضاقوا ذرعاً بمازيار بإرسال رسائل وتقارير تشكو من مازيار. فأرسل المأمون برسالة لمازيار يسأله عن الشكوى فتعذر بأن تنازع مع الديالمة قد وقع بسبب رفضهم لأوامر جند المأمون وأنه سيحضر مع جملة من قضاة رويان إلى بغداد لإبداء مراسم الطاعة للخليفة. وعلى خلاف ما توقع مازيار، فإن أحد القضاة المشتكين من ظلم مازيار لدى الخليفة ويدعى 
يحيى بن أكثم
 قام بإعلام المأمون بأن السبب الحقيقي وراء فعل مازيار هو الظهور على الخليفة وإعلان الاستقلال.
```

## الحالة السياسية قبل ثورة مازيار
في عام 837 ميلادي قام الإمبراطور البيزنطي توفيل بن ميخائيل بالهجوم على مدينة زبطرة وأسر سكانها. فأرسل الخليفة المعتصم جيشه بقيادة الأفشين حيدر بن كاوس واستطاع به التغلب على الروم. وهكذا زاد تأثير الأفشين في بلاط الحكم.وفي تلك الأثناء كان هنالك والي يدعى عبد الله بن طاهر يحكم مصر. وفي نفس الفترة الزمنية قامت ثورة بابك الخرمي واستطاع العباسيين بقيادة الأفشين من التغلب على البابكية وإعدام قادة الحركة وبذلك أصبح الأفشين مقرباً بشدة إلى الخليفة المعتصم الذي كان يثق به ثقة عمياء، والجدير بالذكر بأن الأفشين كان يطمع بحكم ولاية خراسان. بعد عودة عبد الله بن طاهر من حكم مصر، بحسب الطبري فإن الأفشين قد سمع بخبر قيام مازيار الاسبهدي في طبرستان وكان الأفشين في خصومة مع عبدالله بن طاهر فراسل الأفشين مازيار بصورة سرية لتأجيج على عبد الله. فالأفشين كان ينوي الاستفادة من حركة تمرد المازيار ومن بعدها سيقوم الخليفة بتقليد الأفشين حكم خراسان. وكان الأفشين يطمح بمراسلة مازيار لمقاومة عبد الله بن طاهر من الاستحواذ على حكم خراسان وبعدها الاستقلال من الخلافة العباسية وبحكم أن مازيار كان يطمح بنفس الشيء فقد وافق بسرعة على عرضه. فقد كان الأفشين يظن بأن عبد الله بن طاهر غير قادر على هزيمة مازيار وبالتلي ستقوى مكانة الأفشين في الحكم وسيستطيع حكم خراسان وبلاد ما وراء النهرين عن طريق اظهار ضعف الطاهريين. لكن تمت هزيمة مازيار وتم أسره وتم الكشف عن علاقة الأفشين ومازيار فتم القبض على الافشين قبل أن يصل إلى سامراء (بلاط الخليفة العباسي). وبعد إعدام مازيار تم الحصول على أدلة كافية لاتهام الأفشين والذي يعتبر من خصوم
الطاهريين.

## المازيارية
المازيارية فرقة منبثقة من البابكيةالا انه جمع عقيدة المحمرة والمجوس واعتقاد الثنوية وقيل انه في واقع من طائفة المزدكيةوكان اتباعه يتجمعون في ليلة لشرب الخمر وفعل الفاحشة والزناء

## قيام مازيار ضد العباسيين
قام مازيار بالظهور على العباسيين بعد أن شعر بأن مركزه مهدد من قبلهم. وكان هذا القيام متبوعاً بدعم من السكان الزرادشتيين والذين بدؤا بنهب قرى المسلمين والمناطق التابعة للعباسيين. حاول مازايار تأمين ولاء النبلاء في طبرستان وقام بسجن الذين لا يثق بهم. بحسب المؤرخ ابن اسفندیار في كتابه تاريخ طبرستان، فإنه يقال بأن مازيار قلد أعلن بأنه هو والأفشين بن كاوس وبابك الخرمي قد عاهدوا أنفسهم على التحالف ضد العرب الذين احتلوا فارس وإعادة الحكم الساساني.
قام الخليفة المعتصم وعبد الله بن طاهر بإرسال خمسة جيوش دخلت طبرستان من جميع الاتجاهات. قلد مازايار أخاه كوه يار وحكم جبال الكارنويدان وكارين آل باوند لحكم شرق طبرستان. لكن طبرستان سقطت بسرعة أمام الجيش العباسي، وتم الاستيلاء على كثير من المدن عن طريق المفاجئة، وقامت كارين بخيانة مازيار بعد أن دعمت العباسيين مقابل إعادة تنصيبها كحاكمة لأملاك عائلته. قام أهالي ساري بالقيام ضد مازيار، حتى أن أخ مازيار كوه يار قام بخيانته واستطاع كوه يار تسليم أخاه للمعتصم.
إعدام مازيار
تم جلب مازيار إلى سامراء حيث أعدم فيها، ومن ثم تم صلبه ووضع جسده بجانب بابك الخرمي. بعدها بفترة قصيرة تم اغتيال أخ مازيار كوه يار عن طريق الجنود الديالمة بسبب خيانته لأخيه. وضعت هذه الأحداث نهاية العائلة الكارنويدية مما أخلى الطريق للطاهرين بحكم طبرستان، وتم إعادة تنصيب كارين كحاكمة لآل باوند تحت حكم الطاهريين.